# Alf Segersäll
Alf Ove Segersäll (Virsbo, 16 marzo 1956) è un ex ciclista su strada svedese.
Professionista dal 1980 al 1986, vinse una tappa al Giro d'Italia e rappresentò per quattro volte il suo paese (1980, 1981, 1982 e 1985) ai campionati del mondo su strada.

## Palmarès
- 1975 (dilettanti)

Scandinavian Race in Uppsala
- 1977 (dilettanti)

Classifica generale Flèche du Sud
Campionati svedesi, Prova in linea
Gran Premio Calzifici e Calzaturifici Stabbiesi
Coppa Fiera di Mercatale
- 1978 (dilettanti)

Prologo, 2ª semitappa Settimana Ciclistica Bergamasca (Longuelo > Madonna del Bosco, cronometro)
Classifica generale Flèche du Sud
Gran Premio Calzifici e Calzaturifici Stabbiesi
- 1979 (dilettanti)

5ª tappa Giro d'Italia dilettanti (Borgosesia > Monticello Brianza)
Classifica generale Giro d'Italia dilettanti
- 1980 (Bianchi, due vittorie)

3ª tappa Giro di Sardegna (Santa Teresa di Gallura > Nuoro)
Ronde de Montauroux
- 1981 (Bianchi, due vittorie)

Trofeo Matteotti
4ª tappa Tour de Romandie (Anzère > Martigny)
- 1982 (Bianchi, sei vittorie)

2ª tappa Giro di Puglia (Campi Salentina > Ostuni)
3ª tappa Giro di Puglia (Ostuni > Canosa di Puglia)
Classifica generale Giro di Puglia
2ª tappa Ruota d'Oro
Classifica generale Ruota d'Oro
3ª tappa Postgirot Open
- 1983 (Bianchi, una vittoria)

12ª tappa Giro d'Italia (Pietrasanta > Reggio Emilia)

## Piazzamenti

### Grandi giri
- Giro d'Italia

1981: 58º
1982: 66º
1983: 78º
1984: 74º
1985: ritirato (9ª tappa)

### Classiche monumento
- Liegi-Bastogne-Liegi

1982: 36º
1985: 61º
- Giro di Lombardia

1984: 55º

### Competizioni mondiali
- Campionati del mondo su strada

Sallanches 1980 - In linea: ritirato
Praga 1981 - In linea: 44º
Goodwood 1982 - In linea: ritirato
Giavera del Montello 1985 - In linea: ritirato
- Giochi olimpici

Montréal 1976 - In linea: ?